# Tambora

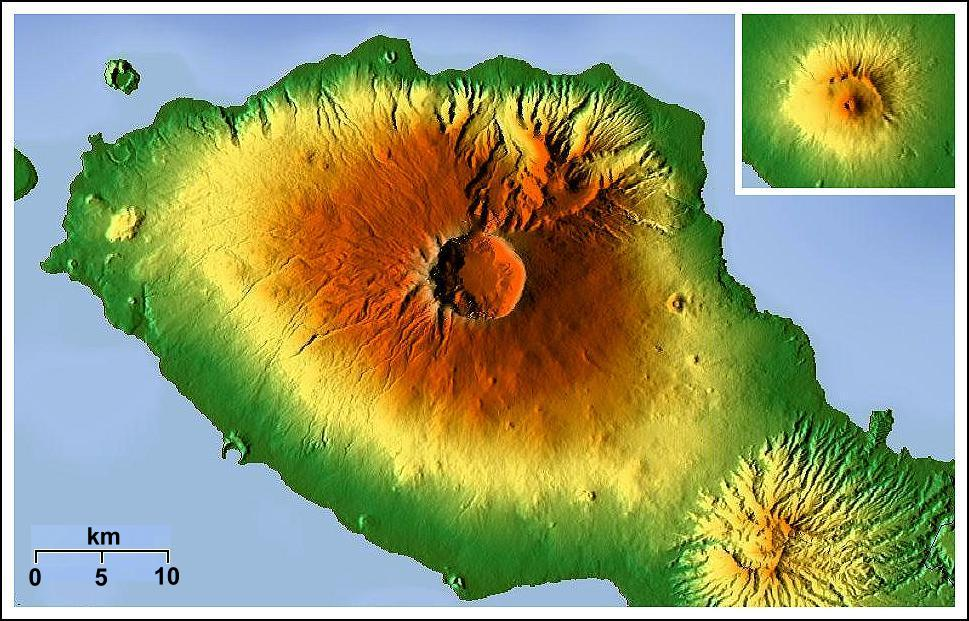
Der Tambora auf der Halbinsel Sanggar. Rechts oben im gleichen Maßstab der Vesuv bei Neapel als Größenvergleich

Der Tambora (auch Temboro) ist ein aktiver Schichtvulkan auf der östlich von Java gelegenen Insel Sumbawa in Indonesien. Sumbawa wird im Norden und Süden von ozeanischer Erdkruste gesäumt. Der Tambora wurde durch aktive Subduktionszonen darunter gebildet. Dieser Prozess hob ihn auf eine Höhe bis 4300 m an, was den Vulkan zu einem der höchsten Gipfel des indonesischen Archipels machte. Hierbei floss das Magma aus einer großen Kammer innerhalb des Berges ab, die sich einige Jahrhunderte lang erneut füllte. Die vulkanische Aktivität dieser Kammer erreichte zwischen dem 10. und 15. April 1815 eine Spitze.
In jenen Tagen brach der Tambora mit einer Intensität von 7 auf dem Vulkanexplosivitätsindex aus, der größte Vulkanausbruch seit dem Ausbruch des Taupō in Neuseeland vor etwa 26.500 bis 22.500 Jahren. Starke Niederschläge aus vulkanischer Asche reichten bis Borneo, Sulawesi, Java und zu den Molukken. Durch den Ausbruch starben mindestens 71.000 Menschen auf Sumbawa und Lombok, hiervon 11.000 bis 12.000 direkt durch die Eruption. Das durch die Eruption ausgeworfene Material bewirkte globale Klimaveränderungen, die aufgrund der Auswirkungen auf das nordamerikanische und europäische Wetter dem Jahr 1816 die Bezeichnung „Jahr ohne Sommer“ einbrachten. In Teilen der Nordhalbkugel kam es durch Missernten und eine erhöhte Sterblichkeit unter Nutztieren zur schlimmsten Hungersnot des 19. Jahrhunderts. Die weltweiten indirekten Opferzahlen lassen sich nicht beziffern.

## Geographische Lage

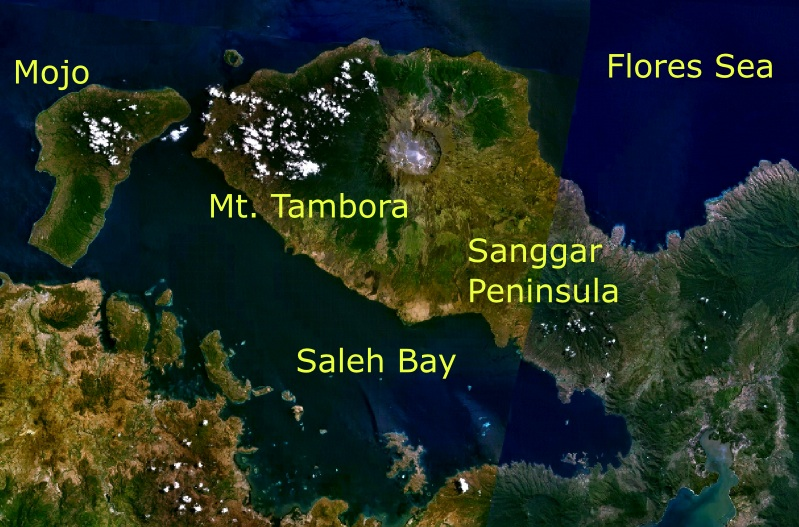
Satellitenaufnahme des Tambora

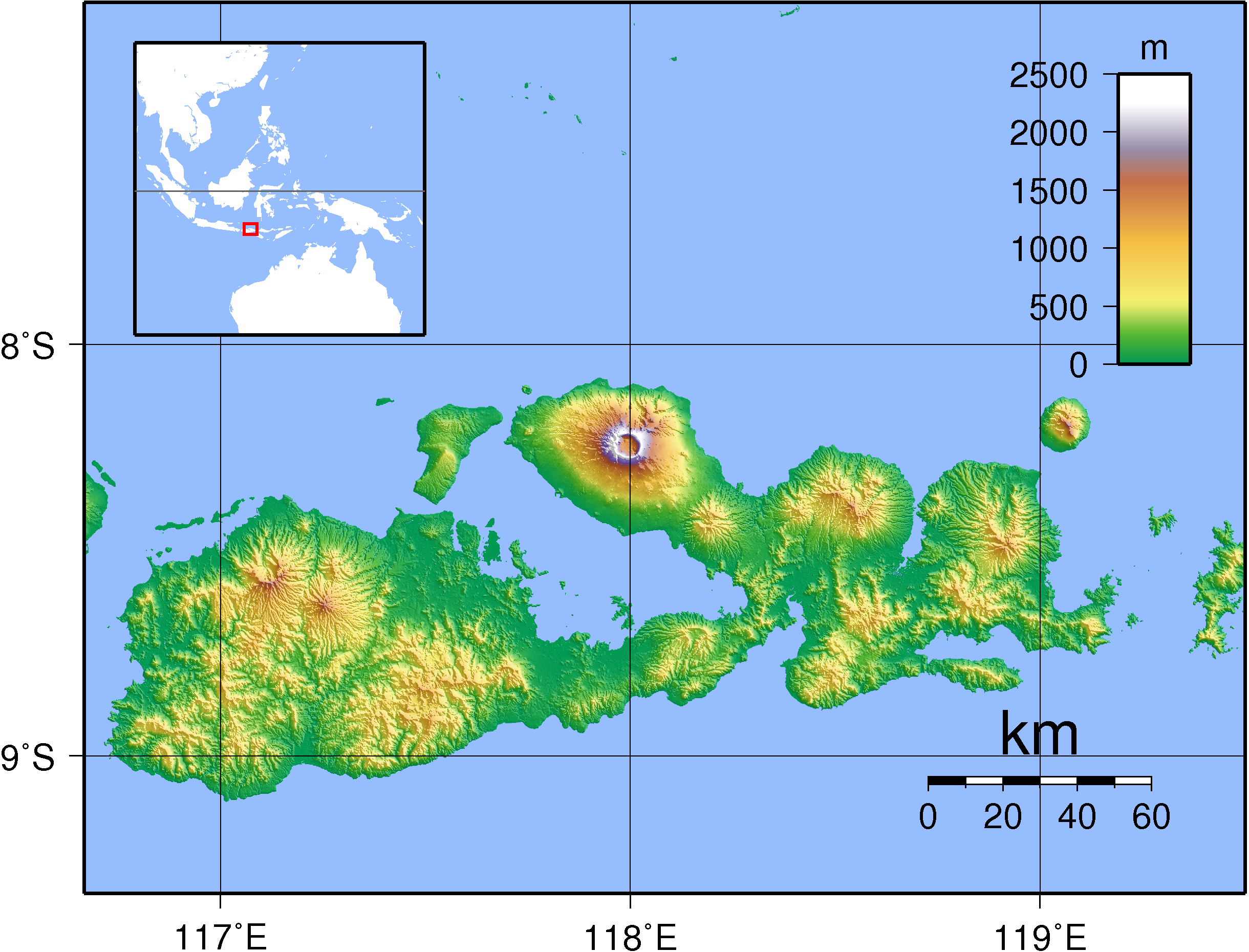
Topographie des Tambora und seiner Umgebung

Der Tambora liegt auf Sumbawa, einer der Kleinen Sundainseln. Sie bildet ein Segment des Sundabogens, einer Kette vulkanischer Inseln, die den südlichen Teil des indonesischen Archipels ausmachen. Der Tambora liegt auf einer Halbinsel Sumbawas, die als Sanggar-Halbinsel bezeichnet wird. Im Norden dieser Halbinsel befindet sich die Floressee, im Süden die 86 km lange und 36 km breite Saleh Bay. In der Mündung der Bucht liegt die kleine Insel Mojo.

### Archäologie
Neben Seismologen und Vulkanologen, die die Aktivität des Berges beobachten, führen auch Biologen und Archäologen wissenschaftliche Studien im Gebiet des Tambora durch. 2004 entdeckte ein Team von Vulkanologen um Haraldur Sigurdsson ein durch die Eruption 1815 unter pyroklastischen Ablagerungen begrabenes Dorf nahe dem Krater (Caldera). An der Ausgrabungsstätte wurden Knochen und Artefakte geborgen. Bei dieser Stätte – wegen des ähnlichen Untergangs des Ortes in der damaligen Presse auch als „Pompeji des Ostens“ bezeichnet – hofften die Archäologen, den Palast eines durch die Eruption vernichteten „Königreichs“ gefunden zu haben. Bisher gab es von dieser „Tambora-Kultur“ keine weiteren Funde unter den dicken Schichten des aus dem Krater ausgeworfenen Materials.

### Tourismus
Heute ist das Gebiet auch ein Ziel für Touristen. Die zwei nächstgelegenen Städte sind Dompu und Bima. Um den Gebirgshang befinden sich drei Dörfer, Sanggar im Osten, Doro Peti und Pesanggrahan im Nordwesten, sowie die Kleinstadt Calabai an der Westküste.
Die Caldera ist über zwei Routen erreichbar: die erste beginnt in der Ortschaft Doro Mboha südöstlich des Berges und führt über eine gepflasterte Straße bis in eine Höhe von 1150 m über dem Meeresspiegel durch Cashew-Plantagen. Das Ende dieser Strecke ist der südliche Teil der Caldera in 1950 m Höhe, der über einen Wanderweg erreicht werden kann. Dieser Platz wird üblicherweise als Basislager für Vulkanbeobachtungen verwendet, da die Caldera von dort in etwa einer Stunde zu erreichen ist. Die zweite Strecke beginnt in der Ortschaft Pancasila an der Nordwestseite des Berges. Ein Fahrweg führt etwa 7 km weiter durch Kaffeeplantagen bis nach Lerang Tambora, einer Siedlung von Kaffeepflanzern, von wo ein teilweise beschwerlicher Pfad anfangs durch dichten tropischen Regenwald weiterführt.

## Geologische Geschichte

### Formation
Der Tambora liegt 340 Kilometer nördlich des Sundagrabens und 180 bis 190 Kilometer oberhalb des oberen Rands der nördlich abfallenden Benioff-Zone. Sumbawa wird im Norden und Süden von ozeanischer Kruste gesäumt. Die Konvergenzrate der hier aufeinandertreffenden Indisch-Australischen, Eurasischen und Pazifischen Platte beträgt rund 7,8 Zentimeter pro Jahr. Das Alter des Tambora wird auf mindestens 57.000 Jahre geschätzt.
Der Tambora hat auf Seehöhe einen Durchmesser von etwa 60 Kilometer. Die derzeitige Höhe beträgt 2850 m. Vor dem Ausbruch 1815 waren es geschätzt 4300 m.
Laut einer geologischen Untersuchung besaß der Tambora vor der Eruption einen hohen Vulkankegel mit Zentralschacht, aus dem häufig Lava austrat, die über die Flanken des Berges abfloss. Heute besteht der Schichtvulkan aus den vulkanischen Ablagerungen innerhalb der Caldera, die mit bis zu 2700 m Höhe im Nordwesten und bis zu 2750 m Höhe im Westen und Südwesten bis an deren Rand heranreichen.
Der ältere Schichtvulkan besteht aus ineinander greifenden Schichten aus Lava und Pyroklastika. Der Nachfolger entstand zu etwa 40 % aus ein bis vier Meter dicken, oft unterbrochenen Lavaströmen.
Es gibt mindestens 20 Nebenkegel, von denen einige Namen erhielten: „Tahe“ (877 Meter), „Molo“ (602 Meter), „Kadiendinae“, „Kuba“ (1648 m) und „Doro Api Toi“. Die meisten dieser Nebenkegel produzierten Basalt-Lavaströme.

### Eruptionsgeschichte
Mittels Radiokohlenstoffdatierung wurde gezeigt, dass der Tambora vor 1815 drei Mal ausbrach. Die Zeitpunkte werden auf 3710 v. Chr. (± 200 Jahre), 3050 v. Chr. und 740 n. Chr. (± 150 Jahre) geschätzt. Die Stärke der Ausbrüche ist unbekannt. Alle Eruptionen wiesen vergleichbare Charakteristika auf: einen explosiven Ausbruch des Vulkans aus dem zentralen Ausbruchskanal, wobei der letzte keine pyroklastischen Ströme aufwies.
Im Jahr 1812 wurde der Tambora hochgradig aktiv und erreichte sein eruptives Maximum im April 1815. Der Ausbruch entsprach einer Stärke von sieben auf der VEI-Skala, mit insgesamt 60 bis 160 Kubikkilometern ausgeworfenem pyroklastischem Niederschlag. Die Merkmale der Eruption umfassten unter anderem explosive Ausbrüche aus dem Zentralkanal, pyroklastische Ströme, Tsunamis und einen Einsturz der Caldera. Der Ausbruch hatte langfristige Auswirkungen auf das globale Klima. Folgeaktivitäten des Vulkans wurden im August 1819 in Form einer kleinen Eruption der Stärke zwei auf der VEI-Skala verzeichnet. Zwischen 1850 und 1910 kam es erneut zu Ausbrüchen, die jedoch auf die Caldera beschränkt blieben. Hierbei wurden kleine Lavaströme und -dome geschaffen. Die Stärke betrug zwei auf der VEI-Skala. Bei diesen Eruptionen wurde der „Doro Api Toi“ – ein Nebenkegel innerhalb der Caldera – geschaffen.
Der letzte Ausbruch des Tambora wurde 1967 verzeichnet, dabei handelte es sich um eine sehr kleine, nichtexplosive Eruption.

## Eruption von 1815

### Verlauf

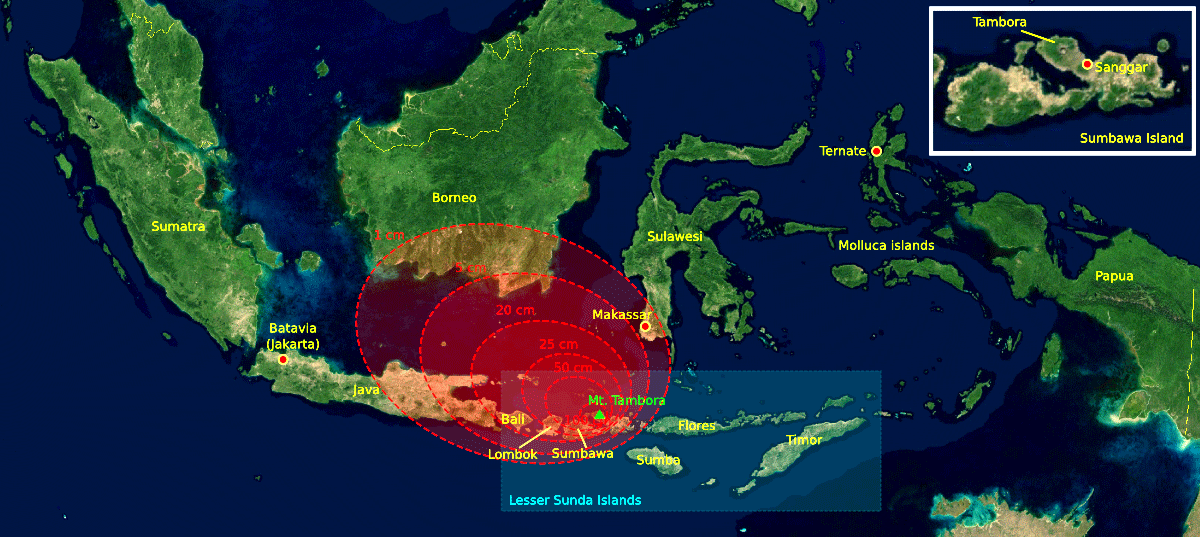
Geschätzte Ascheniederschläge während des Ausbruchs 1815. Die roten Bereiche zeigen die Dicke der Niederschläge an, der äußerste Bereich entspricht dabei einem Zentimeter Vulkanasche.

Vor 1815 war der Tambora durch allmähliches Abkühlen wässriger Lava in einer geschlossenen Magmakammer mehrere Jahrhunderte lang inaktiv. In dieser Kammer entstand in Tiefen zwischen 1,5 und 4,5 Kilometern durch Entmischungsprozesse ein Druck von etwa 4 bis 5 Kilobar bei Temperaturen zwischen 700 und 800 °C.
1812 gab es erste Erdstöße und eine dunkle Wolke über dem Krater. Am 5. April 1815 fand eine Eruption mittlerer Stärke statt, der Explosionsgeräusche folgten, die unter anderem in Makassar auf Sulawesi (380 Kilometer Entfernung), Batavia auf Java (1260 Kilometer) und Ternate auf den Molukken (1400 Kilometer) vernommen wurden. Am Morgen des 6. April gab es erste Niederschläge vulkanischer Asche in Jawa Timur (Ostjava). Am 10. und 11. April sollen laut Sir Thomas Stamford Raffles, dem Oberbefehlshaber der britischen Streitkräfte, die Explosionen über 2600 Kilometer entfernt auf Sumatra gehört und dort zunächst für Schüsse gehalten worden sein.
Am 10. April intensivierten sich um etwa 19 Uhr Ortszeit die Eruptionen. Augenzeugen berichteten von drei Flammensäulen, die über dem Berg emporstiegen, sich dort vereinten und den Tambora in ein Inferno aus „flüssigem Feuer“ verwandelten. Um etwa 20 Uhr wurden Bimsstein-Brocken mit bis zu 20 Zentimetern Durchmesser aus dem Krater ausgeworfen und gingen in der Umgebung nieder. Zwischen 21 und 22 Uhr folgte Asche. Pyroklastische Ströme breiteten sich kaskadenartig in alle Richtungen der Halbinsel aus und vernichteten das Dorf Tambora. Bis zum nächsten Abend wurden laute Explosionen gehört. Die Asche breitete sich bis zu den indonesischen Provinzen Jawa Barat (Westjava) und Sulawesi Selatan (Südsulawesi) aus. In Batavia wurde während schwerer, mit Tephra durchsetzter Regenfälle auch ein deutlicher Salpetergeruch wahrgenommen, der sich zwischen dem 11. und 17. April wieder abschwächte.

„Die ersten Explosionen auf dieser Insel wurden am Abend des 5. April gehört, wurden in jedem Stadtteil bemerkt und dauerten in Intervallen bis zum nächsten Tag an. Der Lärm wurde, bei erstem Auftreten, nahezu allgemein für entfernte Kanonenschüsse gehalten; so [überzeugend war dieser Eindruck], dass eine Abteilung von Truppen von Djocjocarta ausgesandt wurde, in Erwartung eines Angriffs auf einen benachbarten Posten, und in zwei Fällen Boote entlang der Küste nach einem vermuteten Schiff in Seenot suchten.“

Die Explosion wird gemäß dem Vulkanexplosivitätsindex (VEI) auf eine Stärke von sieben geschätzt. Sie hatte etwa die vierfache Energie des Ausbruchs des Krakatau von 1883. Berechnete 160 km³ Pyroklastika mit einer Gesamtmasse von 140 Milliarden Tonnen wurden ausgeworfen. Die Caldera durchmaß nach der Explosion zwischen 6 und 7 Kilometern bei einer Tiefe von 600 bis 700 Metern. War der Tambora vor der Explosion mit geschätzten 4300 m einer der höchsten Gipfel des indonesischen Archipels, beträgt die Höhe heute 2850 m.
Der Ausbruch des Tambora von 1815 ist die größte in geschichtlicher Zeit beobachtete Eruption. Die Ascheniederschläge erreichten einen Radius von 1300 Kilometern und verdunkelten im Umkreis von bis zu 600 Kilometern den Himmel zwei Tage lang fast vollständig. Der Berg schleuderte 53 bis 58 Millionen Tonnen Schwefeldioxid in die Atmosphäre. Die pyroklastischen Ströme breiteten sich bis zu 20 Kilometer weit aus. Die geschätzte Energiefreisetzung der Eruption entspricht 30.000 Megatonnen TNT-Äquivalent. Die Explosionen waren noch in der 1800 km entfernten Stadt Bengkulu auf Sumatra zu hören.

### Folgen

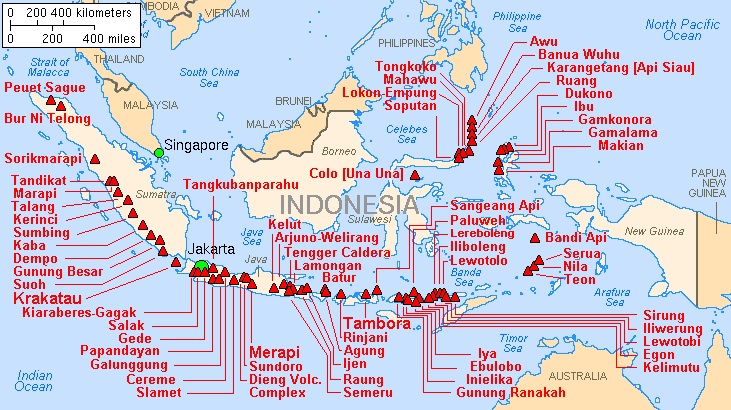
Vulkane in Indonesien

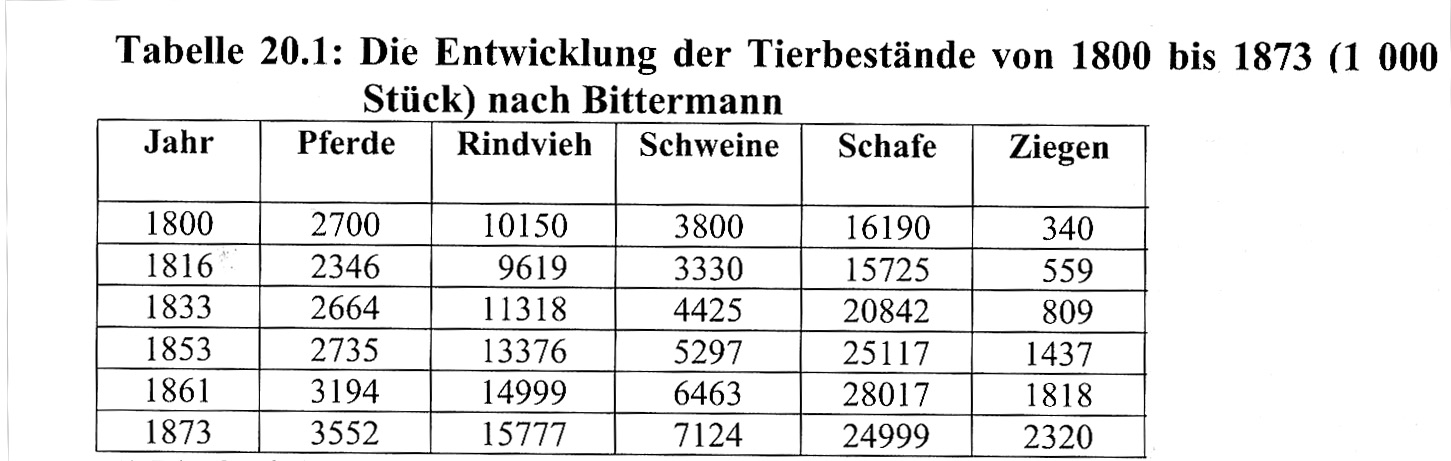
Pferdeverlust 1816 beträgt 13 % bezüglich 1800

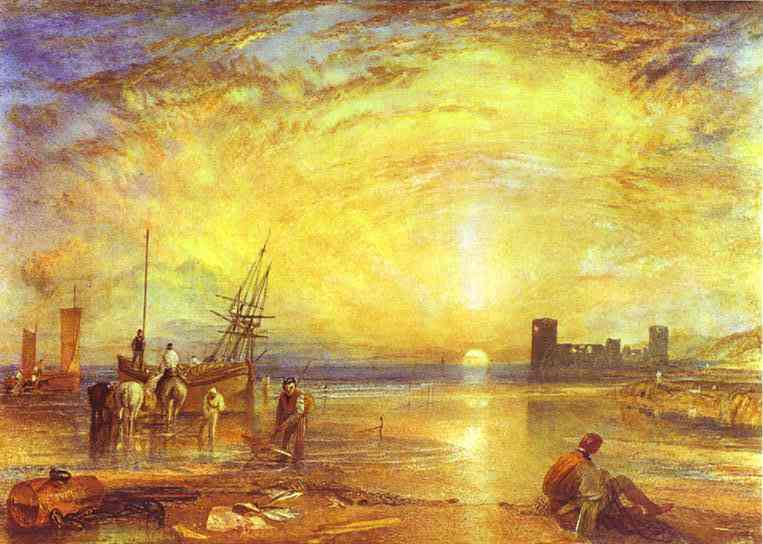
Abendstimmung in Wales 1838 von William Turner

Auf Sumbawa starben bei der Katastrophe etwa 48.000 Menschen, etwa ein Drittel der Inselbevölkerung; nach einer Schätzung des Schweizer Botanikers Heinrich Zollinger wurden auf der Insel rund 10.000 Menschen Opfer der unmittelbaren Auswirkungen des Ausbruchs, weitere 38.000 verhungerten. Die Küsten der umliegenden indonesischen Inseln Flores und Timor wurden durch hohe Tsunamiwellen zerstört. Durch die folgenden Flutwellen und Hungersnöte starben etwa 100.000 weitere Menschen. Nach anderen Quellen kamen weitere 82.000 Menschen durch Hunger und Krankheiten um.
Die Staubteilchen wurden durch Höhenwinde (Jetstream) um die ganze Erde verteilt und verursachten auch in Europa Missernten und Hungersnöte. Die durchschnittliche Oberflächentemperatur in den Tropen und in der Nordhemisphäre sank kurzzeitig um etwa 0,4 bis 0,8 Grad. In Europa könnte der Temperaturabfall 2 Grad betragen haben. Der Sommer des Folgejahres 1816, im Volksmund „Jahr ohne Sommer“ genannt, war der kälteste seit Beginn der Wetteraufzeichnungen. Zahlreiche europäische Staaten erlebten Ernteausfälle, Hungersnöte und Wirtschaftskrisen, die viele Menschen zur Emigration nach Amerika veranlassten. In Frankreich und England kam es zu Aufständen, in der Schweiz wurde der Notstand ausgerufen. Wegen der Ernteausfälle stiegen die Haferpreise stark und viele Pferde wurden geschlachtet (der Pferdebestand in Europa war durch die Napoleonischen Kriege ohnehin schon zurückgegangen), wodurch – laut einer (umstrittenen) Hypothese des Technikhistorikers Hans-Erhard Lessing – die Entwicklung der Draisine vorangetrieben wurde.
Im Königreich Württemberg, das von der Katastrophe besonders schwer getroffen worden war, stifteten der junge König Wilhelm I. und seine Frau Katharina das „landwirtschaftliche Fest zu Cannstatt“, aus dem das heutige Cannstatter Volksfest entstand, und eine „landwirtschaftliche Unterrichtsanstalt“, aus der die Universität Hohenheim hervorging.
Nach dem Vulkanausbruch waren die Sonnenuntergänge in Europa von nie dagewesener Pracht – in allen Schattierungen von Rot, Orange und Violett, gelegentlich auch in Blau- und Grüntönen. Die grandiosen Abendstimmungen inspirierten den englischen Landschaftsmaler William Turner; sie bilden sich auch in der Farbtönung der Werke Caspar David Friedrichs und Carl Spitzwegs ab.
Der Ausbruch des Tambora könnte auch eine Ursache für die Niederlage Napoleons bei der Schlacht von Waterloo gewesen sein. Durch die Veränderung der Atmosphäre war das Wetter in Europa in den Monaten nach dem Ausbruch sehr regenreich; dies führte dazu, dass die französischen Truppen auf schlammigen Wegen und Straßen deutlich langsamer vorwärts kamen als gewöhnlich.
Obwohl der Ausbruch weltweite klimatische, soziale, kulturelle, politische und demografische Folgen nach sich zog, wurde der globale Zusammenhang von den Zeitgenossen noch nicht als solcher wahrgenommen. Informationen und Nachrichten verbreiteten sich vor Einführung der Telegrafie nur sehr langsam per Briefpost. Dies führte dazu, dass der Vulkanausbruch vielerorts erst Monate oder Jahre später bekannt wurde.

## Expeditionen

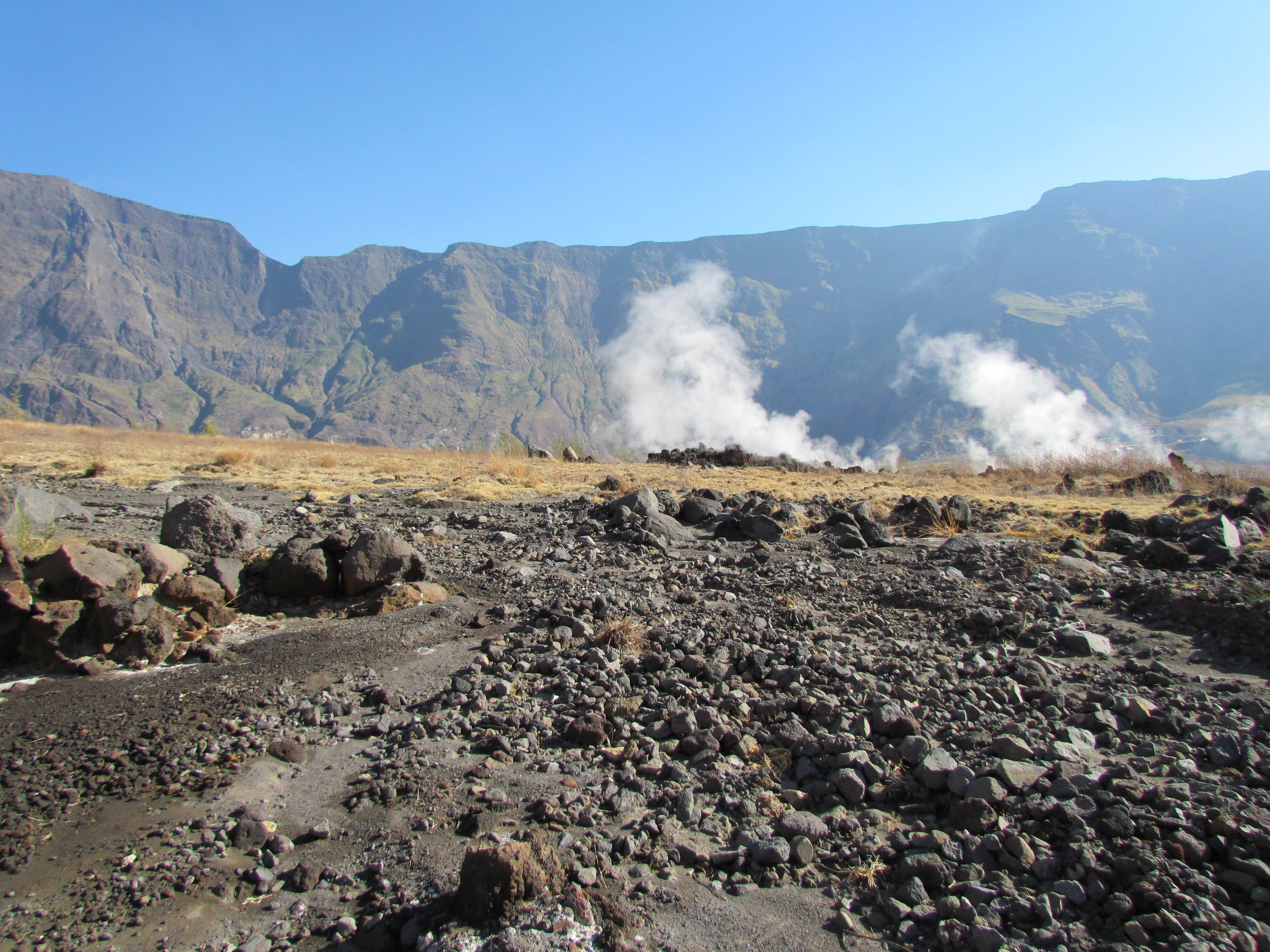
Auf dem Calderaboden des Tambora, Blick Richtung Norden (GRV 2013)

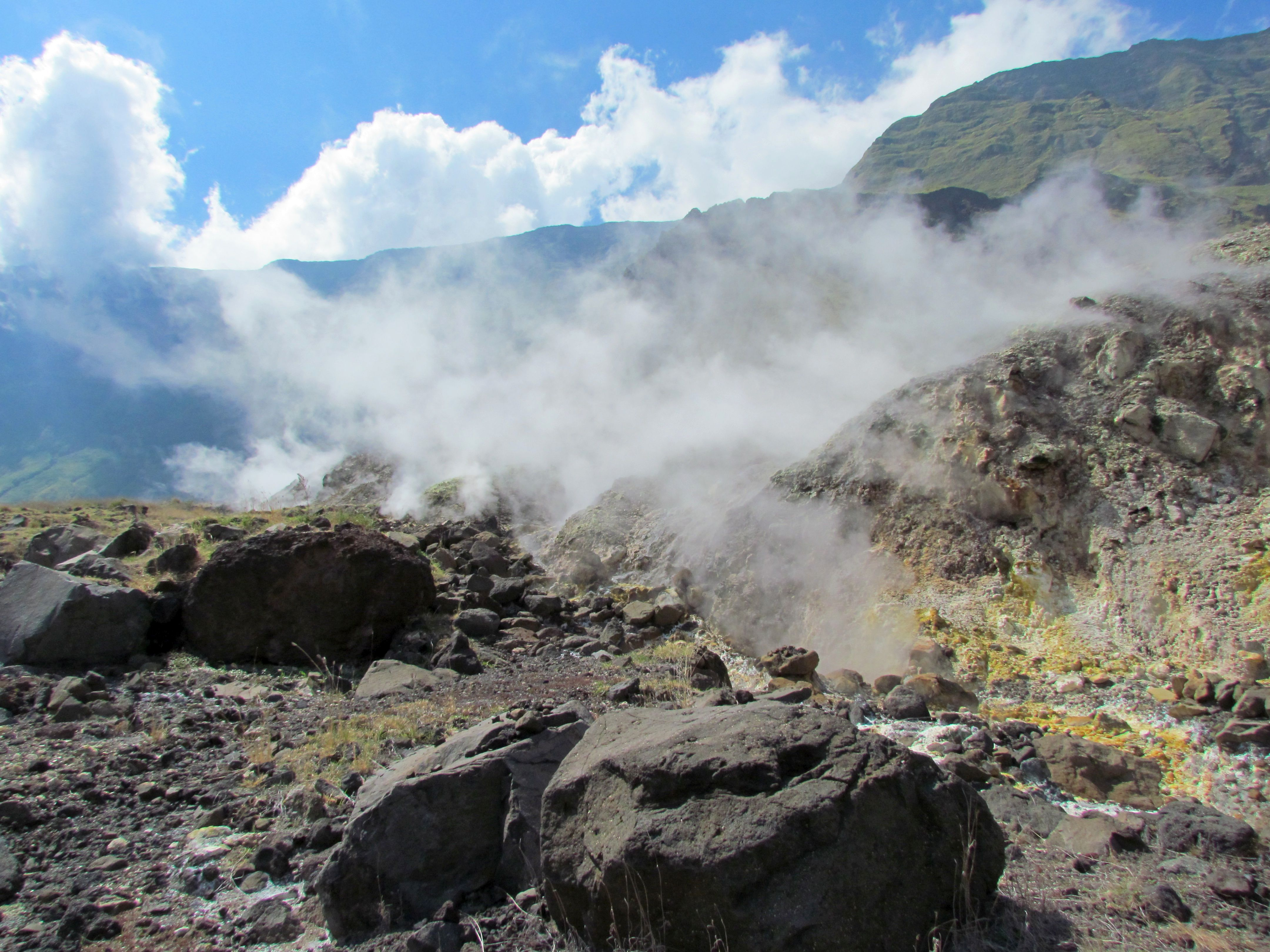
Unter hohem Druck entweichende Gase im nordöstlichen Bereich der Caldera (GRV 2014)

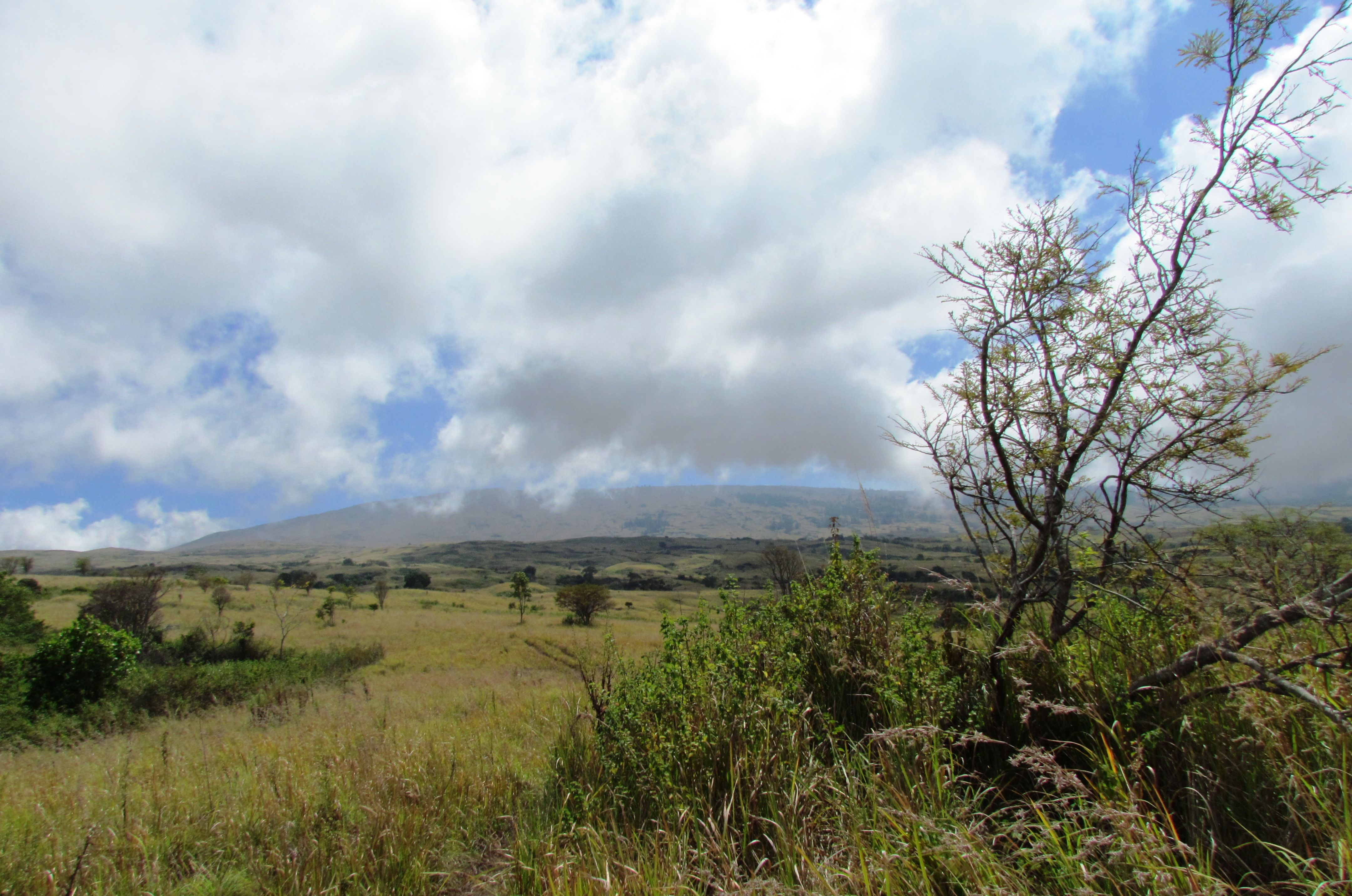
Aufstieg durch die Trockensavanne, Gipfelregion des Tambora im Hintergrund (GRV 2015)

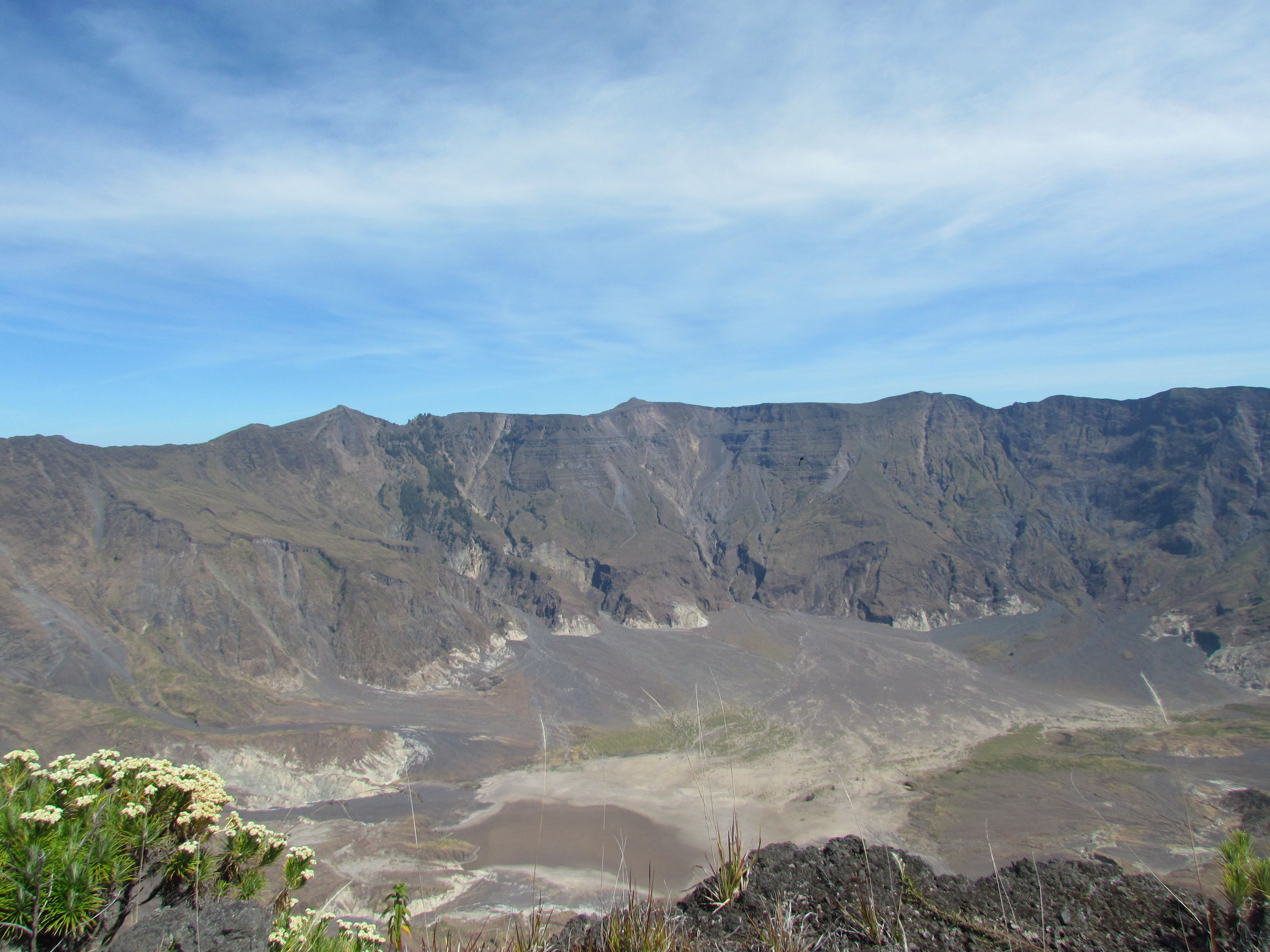
Blick vom östlichen Calderarand (2346 m) auf die innere Westflanke (GRV 2015)

Der Schweizer Lehrer und Botaniker Heinrich Zollinger führte 1847 als Erstbesteiger des Tambora eine Exkursionsgruppe bis an den Calderarand.
Im Oktober 2013 führte ein deutsches Forschungsteam (Georesearch Volcanedo Germany, kurz GRV) erstmals eine längere Expedition in die über 1000 Meter tiefe Tambora-Caldera durch, in der sich nach dem großen Ausbruch 1815 aufgrund der Abgeschlossenheit ein weitgehend vom Menschen unbeeinflusstes Ökosystem entwickelt hat. Das Team drang mithilfe einheimischer Helfer unter extremen Bedingungen über die Südflanke von 2430 m auf 1340 m Höhe bis zum Calderaboden vor. Dem Team gehörte auch eine deutsche Geowissenschaftlerin an, die weltweit als erste Frau die innere Südflanke dieses Vulkans bestieg. Der Aufenthalt des Teams innerhalb der Caldera einschließlich der Calderabodenforschung dauerte neun Tage und ist bisher in dieser Größenordnung einmalig. Zuvor hatten nur in Einzelfällen Personen den Calderaboden erreicht, denn der Abstieg ist aufgrund der extremen Steilabfälle schwierig und gefährlich. Zudem waren bisher aufgrund logistischer Probleme nur relativ kurze Aufenthalte auf dem Calderaboden möglich, sodass umfangreiche wissenschaftliche Untersuchungen nicht möglich waren. Zum Untersuchungsprogramm gehörten unter anderem die Auswirkungen der nach 1815 auf dem Calderaboden stattgefundenen kleineren Eruptionen, Temperaturmessungen (Luft, Boden, Gase), Gasmessungen, Untersuchungen zur Flora und Fauna, die Messung von Wetterdaten sowie Detailkartierungen. Besonders auffällig waren die relativ hohe Aktivität des Doro Api Toi im südlichen Bereich der Caldera und die unter hohem Druck entweichenden Gase an der unteren Nordostwand.
Im Juli 2014 führte dasselbe Forschungsteam erneut eine Expedition in die Tambora-Caldera durch, diesmal mit einer Aufenthaltsdauer innerhalb der Caldera von zwölf Tagen, und setzte die Untersuchungen des Vorjahres fort. Im August 2015 wurde durch das Team die von Zollinger benutzte Route erstmals seit 1847 verfolgt und erforscht. Wegen der Länge der zu Fuß zurückzulegenden Strecke, der sehr hohen Tagestemperaturen und des im August in dieser Region üblichen Wassermangels sowie geländebedingter Schwierigkeiten stellte der Aufstieg von der Ostküste der Sanggarhalbinsel über die Ostflanke bis zum östlichen Calderarand des Tambora eine Herausforderung dar.

## Rezeption
Die Cholera-Pandemie von 1817, die sich vom indischen Subkontinent über die ganze Welt ausbreitete, wird nach Gillen D’Arcy Wood hauptsächlich auf den Ausbruch des Tambora zurückgeführt.
Die englische Schriftstellerin Mary Shelley verfasste aufgrund des Jahres ohne Sommer beziehungsweise des schlechten Wetters, das daraus resultierte, ihren Roman Frankenstein. Sie verbrachte den Sommer unter anderem mit Lord Byron in der Villa Diodati nahe Genf und verfasste dort mit den anderen Schauergeschichten.
Der Tambora ist samt verwehter Rauchfahne und einer Kutsche ohne Pferde auf der deutschen 20-Euro-Silbermünze Laufmaschine von Karl Drais 1817 von 2017 abgebildet, zur Illustration der (umstrittenen) These, dass der Vulkanausbruch das Wetter verschlechterte, Missernten zum Schlachten von Pferden und das wiederum zum Entwickeln des Laufrades als pferdefreie Reiseform für Menschen führte.